# Ланкренон, Поль
Мари́-Поль-Матьё Ланкрено́н (фр. Paul Lancrenon; 26 июля 1857, Безансон, департамент Ду, Франция — 10 июля 1922, Париж) — французский офицер, совершил многочисленные путешествия, которые запечатлел на фотографиях. 

## Биография
Сын нотариуса. Родился 26 июля 1857 года в Безансоне на востоке Франции. Получил образование в Политехнической школе в Париже, затем — в Артиллерийском и инженерном училище в Фонтенбло. 
В 1881 году принял участие в франко-тунисской войне. В 1890 году прошёл по Дунаю на каноэ 1500 километров от Ульма (Германия) до Белграда (Сербия) за двадцать дней, за описание этого путешествия на был номинирован на получение ордена Академических пальм. В 1891 году получил от министерства шестимесячный отпуск для совершения следующей поездки: он в одиночку выехал на велосипеде из Бельфора, пересёк Швейцарию, Германию, прибалтийские губернии Российской Империи, после чего спустился по Волге, верхом на лошади пересёк Кавказ (нынешние Азербайджан и Грузия), добрался до Молдавии, Румынии и Австрии. В 1896 году за свой счёт отправился в разведывательную экспедицию верховьев Рейна, за что получил благодарность военного министра. В том же году был отмечен начальником Генерального штаба Франции как «скромный и добросовестный офицер, обладающий необычайной физической мощью и большой работоспособностью».
7 мая 1900 года женился на уроженке Лорьяна Анн-Мари-Адель Гибер, после чего совершил вместе с ней по её родной Бретани, запечатлевая поездку на фотографиях. Между 1894 и 1912 годами совершил многочисленные пешие экспедиции в Альпы, оценивая  практичность ряда малоизвестных перевалов и преодолевая по девяносто километров в день. В 1906 и 1908 году совершил две поездки во Французский Тунис по тому же маршруту, что и экспедиционный корпус 1881 года. В 1906 году майор Ланкренон был награждён Пьером де Кубертеном Олимпийским почётным дипломом.
В декабре 1914 года был произведён в бригадные генералы. Участник Первой мировой войны, в частности — битв при Вердене и на Сомме. С сентября 1917 года — генерал-майор. В январе 1918 года он был назначен заместителем по призывным ресурсам Французской Северной Африки, но занимал эту должность всего несколько месяцев, после чего был освобождён от службы по состоянию здоровья. Скончался 10 июля 1922 года в парижском военном госпитале Валь-де-Грас из-за осложнений болезни, полученной на фронте. Однако статус «погибшего за Францию» ему был присвоен лишь в 1925 году.
Параллельно с военной карьерой занимается фотографией как любитель и организует многочисленные фотоэкспедиции, в основном по Европе, где делает много снимков, отмеченных публикациями и различными призами. Более 4000 снимков из его фотоколлекций хранятся в фотоархивах Франции.
Фотоархив Ланкренона был приобретён в 1987 году Французским государством. Он состоит из 2600 стеклянных пластин и 1500 мягких негативов. К фотографиям прилагались две небольшие рукописные тетради с их описью.

## Публикации
Фотоархивы и заметки о путешествиях издавались с 1898 по 1914 годы.
- Три тысячи лье на веслах, от Сены до Волги (фр. Trois mille lieues à la pagaie, de la Seine à la Volga), Париж, издание Plon-Nourrit et Cie, 1898 г.
- Впечатления зимы в Альпах, от синего моря до Монблана (фр. Impressions d'hiver dans les Alpes, de la mer bleue au Mont-Blanc), Париж, издание Plon-Nourrit et Cie, 1906.
- Работы Чадской телеграфной миссии (1910-1913) (фр. Les Travaux de la mission télégraphique du Tchad, 1910-1913), Париж, издание Комитета Французской Африки, 1914.

## Награды
- 1894: Колониальная медаль с планкой «Тунис»
- 1897: Кавалер ордена Почётного легиона
- 1914: Офицер ордена Почётного легиона
- 1919: Орден Белого орла (Сербия)